# Аллегені (округ, Пенсільванія)
40°26′08″ пн. ш. 80°01′28″ зх. д. / 40.435555555556° пн. ш. 80.024444444444° зх. д.
Округ Аллегені (англ. Allegheny County) — округ (графство) у штаті Пенсільванія, США. Ідентифікатор округу 42003.

## Історія
Округ утворений 1788 року.

## Демографія
За даними перепису
2000 року
загальне населення округу становило 1281666 осіб, зокрема міського населення було 1247095, а сільського — 34571.
Серед мешканців округу чоловіків було 607002, а жінок — 674664. В окрузі було 537150 домогосподарств, 332237 родин, які мешкали в 583646 будинках.
Середній розмір родини становив 2,96.
Віковий розподіл населення поданий у таблиці:
| Стать    | До 15 років | 15-21 | 22-29 | 30-39 | 40-49  | 50-65  | 65-85  | Понад 85 |
| -------- | ----------- | ----- | ----- | ----- | ------ | ------ | ------ | -------- |
| Чоловіки | 119275      | 58036 | 59825 | 88029 | 98978  | 93664  | 81487  | 7708     |
| Жінки    | 113879      | 55826 | 60544 | 92811 | 104999 | 107384 | 118786 | 20435    |

## Суміжні округи
- Батлер — північ
- Армстронг — північний схід
- Бівер — північний захід
- Вестморленд — схід і південь
- Вашингтон — південний захід

## Виноски
1. ↑  U.S. Decennial Census. United States Census Bureau. Архів оригіналу за 26 квітня 2015. Процитовано 4 березня 2015.
2. ↑  Historical Census Browser. University of Virginia Library. Архів оригіналу за 11 серпня 2012. Процитовано 4 березня 2015.
3. ↑  Forstall, Richard L., ред. (27 березня 1995). Population of Counties by Decennial Census: 1900 to 1990. United States Census Bureau. Архів оригіналу за 20 березня 2015. Процитовано 4 березня 2015.
4. ↑  Census 2000 PHC-T-4. Ranking Tables for Counties: 1990 and 2000 (PDF). United States Census Bureau. 2 квітня 2001. Архів оригіналу (PDF) за 18 грудня 2014. Процитовано 4 березня 2015.
5. ↑  State & County QuickFacts. United States Census Bureau. Архів оригіналу за 3 липня 2011. Процитовано 16 листопада 2013. [Архівовано 2011-07-03 у Wayback Machine.]
6. ↑  American FactFinder. Бюро перепису населення США. Архів оригіналу за 26 лютого 2012. Процитовано 31 січня 2008. [Архівовано 2008-05-21 у Wayback Machine.]

| США | Це незавершена стаття з географії США. Ви можете допомогти проєкту, виправивши або дописавши її. |